# Jabouilleia naungmungensis
A Jabouilleia naungmungensis a madarak osztályának verébalakúak (Passeriformes) rendjébe és a Pellorneidae családjába tartozó faj.

## Rendszerezése
A fajt John H. Rappole, Swen C. Renner, Nay Myo Shwe és Paul R. Sweet írták le 2005-ben. Besorolása vitatott, egyes szervezetek a Rimator nembe sorolják Rimator naungmungensis néven.

## Előfordulása
Délkelet-Ázsiában, Mianmar északi részén honos. A természetes élőhelye a szubtrópusi vagy trópusi síkvidéki és hegyi esőerdők. Állandó, nem vonuló faj.

## Megjelenése
Testhossza 19,5 centiméter.